# Canton de Montreuil-Est
Le canton de Montreuil-Est est une ancienne division administrative française située dans le département de la Seine-Saint-Denis et la région Île-de-France.
Les trois anciens cantons de Montreuil ont été répartis lors du redécoupage cantonal de 2014 en France dans les nouveaux  cantons de Montreuil-1 et Montreuil-2.

## Histoire

### Département de laSeine

#### 1860 à 1893
Montreuil appartenait au canton de Vincennes
| Période               | Période          | Identité                                | Étiquette                | Qualité |
| --------------------- | ---------------- | --------------------------------------- | ------------------------ | --- |
| 1860                  | 1869             | Armand Marie Louis Marchand (1804-1870) |                          | Conseiller d'État, propriétaire Rue Lafayette Conseiller désigné par l'Empereur Napoléon III                       |
| 1869[réf. nécessaire] | 1871             | Edmond Archdéacon (1822-1895)           |                          | Agent de change honoraire                                                                                          |
| 1871                  | 1878             | Théophile Sueur (1820-1881)             |                          | Négociant, propriétaire place Saint-Georges puis rue du Faubourg-Montmartre à Paris Maire de Montreuil (1866-1876) |
| 1878                  | 1891 (démission) | Alexandre Lefèvre                       | Républicain Rad.         | Directeur d'institution scolaire rue Pépin à Montreuil Sénateur (1891-1914)                                        |
| 1891                  | 1899 (décès)     | Antoine Cyprien Gibert (1844-1899)      | Rad.                     | Négociant et professeur à Paris, membre de la Chambre de commerce Propriétaire à Saint-Mandé                       |
| 1900                  | 1906 (décès)     | Edouard Henri Squéville (1847-1906)     | Républicain Nationaliste | Propriétaire Maire de Fontenay-sous-Bois (1893-1906)                                                               |
| 1906                  | 1916 (décès)     | Émile Girard (1848-1916)                | Rad.                     | Chef d'institution Président du Conseil Général de la Seine (1911-1912)                                            |
| 1916                  | 1919             | siège vacant                            |                          | |

#### 1893 à 1935: canton de Montreuil - 1935 à 1945: Montreuil-Nord
| Période                     | Période                         | Identité                          | Étiquette                         | Qualité                                                                          |
| --------------------------- | ------------------------------- | --------------------------------- | --------------------------------- | -------------------------------------------------------------------------------- |
| 1893                        | 1896                            | Ariste Hémard                     | Droite                            | Distillateur liquoriste Maire de Montreuil (1893-1904)                           |
| 1896[réf. nécessaire]       | 1897 (décès)                    | Marie-Alexandre Pinet (1822-1897) | Républicain Radical révisionniste | Inspecteur de l'instruction primaire en retraite                                 |
| 1897                        | 1904                            | Ariste Hémard                     | Droite                            | Distillateur liquoriste Maire de Montreuil (1893-1904) Député (1903-1906)        |
| 1904                        | 1908                            | Marcel Durand (1864-?)            | Rad.                              | Docteur en médecine à Montreuil                                                  |
| 1908                        | 1925                            | Ariste Hémard                     | Droite                            | Distillateur liquoriste Maire de Montreuil (1893-1904) Député (1903-1906)        |
| 1925                        | 1935                            | Joseph-Louis Anne (1887-1936)     | SFIO puis PSdF                    | Comptable, représentant de commerce Maire de Montreuil (1926-1929)               |
| 1935                        | 1940 (déchu le 23 février 1940) | Daniel Renoult (1880-1958)        | PC-SFIC                           | Correcteur d'imprimerie et journaliste Adjoint au maire de Montreuil (1935-1940) |
|                             |                                 |                                   |                                   |                                                                                  |
| 1941 (nommé par décret)     | 1944 (démission)                | Paul Armand Soulié (1897-?)       |                                   | Employé de banque                                                                |
|                             |                                 |                                   |                                   |                                                                                  |
| 1945 Décret du 12 mars 1945 | 1945                            | Daniel Renoult                    | PCF                               | Maire de Montreuil (1944-1958)                                                   |

Joseph-Louis Anne fut assassiné par sa maîtresse.

#### 1935 à 1945: le canton de Montreuil est divisé en deux circonscriptions
2e circonscription (Montreuil-Sud)
| Période | Période | Identité      | Étiquette | Qualité                                |
| ------- | ------- | ------------- | --------- | -------------------------------------- |
| 1935    | 1940    | Pierre Longhi | SFIC      | Ajusteur Adjoint au Maire de Montreuil |

#### Conseillers d'arrondissement du canton de Montreuil (de 1893 à 1925)
| Période                                  | Période | Identité                          | Étiquette                  | Qualité                                                                                |
| ---------------------------------------- | ------- | --------------------------------- | -------------------------- | -------------------------------------------------------------------------------------- |
| 1893                                     | 1908    | Édouard Florentin Ripaux (1845-?) | Soc.ind. puis Nationaliste | Bronzier à Montreuil, ancien conseiller d'arrondissement du canton de Vincennes        |
| 1908                                     | 1914    | Adrien Tessier                    | SFIO                       | Conseiller municipal de Montreuil                                                      |
| 7 juin 1914                              | 1925    | Victor Mercier (1859-1928)        | SFIO                       | Agent d'assurances, conseiller municipal de Montreuil                                  |
|                                          |         |                                   |                            | Les conseils d'arrondissement de la Seine ont été supprimés par la loi du 29 mai 1925. |
| Les données manquantes sont à compléter. |         |                                   |                            |                                                                                        |

### Département de laSeine-Saint-Denis
Le canton de Montreuil-Est a été créé par le décret du 20 juillet 1967, lors de la constitution du département de la Seine-Saint-Denis. Il était alors constitué d'une partie de la commune de Montreuil.
Lors du redécoupage cantonal de 1976 est créé le canton de Montreuil-Nord, qui comprend une partie de la commune de Montreuil, par démembrement des cantons de Montreuil-Ouest, Montreuil-Est et de Romainville.
Un nouveau découpage territorial de la Seine-Saint-Denis entré en vigueur à l'occasion des premières élections départementales suivant le décret du 21 février 2014. Les conseillers départementaux sont, à compter de ces élections, élus au scrutin majoritaire binominal mixte. Les électeurs de chaque canton élisent au Conseil départemental, nouvelle appellation du Conseil général, deux membres de sexe différent, qui se présentent en binôme de candidats. Les conseillers départementaux sont élus pour 6 ans au scrutin binominal majoritaire à deux tours, l'accès au second tour nécessitant 12,5 % des inscrits au 1er tour. En outre, la totalité des conseillers départementaux est renouvelée. Ce nouveau mode de scrutin nécessite un redécoupage des cantons dont le nombre est divisé par deux avec arrondi à l'unité impaire supérieure si ce nombre n'est pas entier impair, assorti de conditions de seuils minimaux. En Seine-Saint-Denis, le nombre de cantons passe ainsi de 40 à 21.
Dans ce cadre, les trois anciens cantons qui regroupaient la commune de Montreuil sont répartis dans les nouveaux  cantons de Montreuil-1 et Montreuil-2, à compter des élections départementales françaises de 2015.

## Représentation (Seine-Saint-Denis)
| Période         | Période           | Identité           | Étiquette | Qualité |
| --------------- | ----------------- | ------------------ | --------- | --- |
| 1967            | 1976              | Adrienne Maire     | PCF       | Sténodactylo Secrétaire parlementaire de Jacques Duclos Adjointe au maire de Montreuil Ancienne conseillère générale de la Seine (1953-1967)        |
| 1976            | 2001              | René Foulon        | PCF       | Journaliste Adjoint au maire de Montreuil |
| 2001            | 2002 (annulation) | Michel Poirier     | Les Verts | Producteur-distributeur de films Élection annulée par le Conseil d’État le 29 juillet 2002                                                          |
| 20 octobre 2002 | 2015              | Jean-Charles Nègre | PCF       | Cadre à la Caisse d'Allocations familiales puis permanent politique Conseiller municipal de Montreuil (1989-2020) Vice-président du conseil général |

## Composition
La commune de Montreuil était divisée depuis 1976 en trois cantons. Les deux autres étaient le canton de Montreuil-Nord et le canton de Montreuil-Ouest.
| Communes                   | Population (2012) | Code postal | Code Insee |
| -------------------------- | ----------------- | ----------- | ---------- |
| Montreuil, commune entière | 103 068           | 93 100      | 93 048     |

### Période 1967 - 1976
Le canton était constitué, selon la toponymie du décret de 1967, par « la partie de la commune
de Montreuil délimitée à l'Ouest par l'axe de la rue de Stalingrad (jusqu'à l'avenue Gabriel-Péri), l'axe de
l'avenue Gabriel-Péri (jusqu'à l'avenue du Président-Wilson), l'axe de l'avenue du Président-Wilson (jusqu'à la rue du Capitaine-Dreyfus, anciennement rue Gallieni), l'axe de la rue Gallieni, l'axe de la rue de Rosny (jusqu'à la rue Pépin), l'axe de la rue Pépin, l'axe du boulevard Henri-Barbusse (depuis la place de l’Église jusqu'au rond-point d'Alsace-Lorraine), l'axe du boulevard Paul-Vaillant-Couturier et l'axe du boulevard Aristide-Briand ».

### Période 1976 - 2015
Le canton comprenait, après le redécoupage de 1976, « la partie de la commune de Montreuil non comprise dans les cantons de Montreuil-Nord et de Montreuil Ouest ».

## Démographie
| 1962 | 1968 | 1975 | 1982   | 1990   | 1999   | 2006   | 2011   | - | - |
| ---- | ---- | ---- | ------ | ------ | ------ | ------ | ------ | - | - |
| -    | -    | -    | 35 634 | 35 402 | 33 730 | 35 724 | 35 889 | - | - |